# Den forjættede dag
Den forjættede dag (De beloofde dag) is een toneelstuk van Ronald Fangen.

## Toneelstuk
Fangen schreef dit drama in 3 akten in 1926. Het ging in première in het Nationaltheatret in Oslo op 27 november 1926 in de regie van Halsdan Christensen. Het toneelstuk gaat over een ongevoelige vader ten opzichte van zijn vrouw en kinderen. Deze proberen los te breken uit het strenge regime, ook al zijn ze naïef. De hoofdrollen zijn weggelegd voor de vader, de moeder, Frederik en Rolf (hun zonen), Gerda (hun dochter) en een dokter. Die laatste werd tijdens de eerste serie voorstellingen gespeeld door August Oddvar.

## Muziek
De huiscomponist en -dirigent Johan Halvorsen koos ter begeleiding van die negen voorstellingen voor muziek van August Söderman en Max Bruch. Van die laatste componist leidde hij Kol Nidrei opus 47. Halvorsen schreef onder zijn pseudoniem Parker het nummer getiteld Cello. Die toneelmuziek wordt nog wel genoemd in de diverse programma's, maar van een manuscript is nadien niets meer teruggevonden.